# Order of Merit (Golf)
Order of Merit ist im professionellen Golfsport eine Rangliste nach gewonnenem Preisgeld. Die verschiedenen Turnierveranstalter wie beispielsweise die PGA Tour oder die PGA European Tour führen jeweils eine eigene Order of Merit. Einige Turniere zählen aber auch für mehrere Geldranglisten gleichzeitig, man spricht dann von einem sogenannten Co-sanctioned Event.
Im Golfsport ist die Wertigkeit der Geldrangliste höher als in anderen Sportarten, in denen zumeist eine auf komplexeren Algorithmen basierende Weltrangliste herangezogen wird. Allerdings gewinnt auch die Golfweltrangliste an Bedeutung, seit sie Qualifikationskriterium für viele größere Turniere ist.